# مرغابی غازپیکر
مرغابی غازپیکر (نام علمی: Chendytes lawi) یا (به انگلیسی: Laws Duck)، یک مرغابی دریایی منقرض‌شده و بی‌پرواز به اندازه غاز است که زمانی در سواحل کالیفرنیا، جزایر کانال کالیفرنیا و احتمالاً در جنوب اورگن رایج بود. در دورهٔ پلیستوسن زندگی می‌کرد و تا هولوسن زنده ماند. به نظر می‌رسد که در حدود ۴۵۰–۲۵۰ پیش از میلاد منقرض شده است. جوانترین تاریخ رادیوکربنی مستقیم از یک قطعه استخوانی Chendytes مربوط به ۷۷۰–۴۰۰ پیش از میلاد است و در یک سایت باستان‌شناسی در شهرستان ونتورا پیدا شد. بقایای آن در ذخایر فسیلی و در محوطه‌های باستان‌شناسی ساحلی اولیه یافت شده است. داده‌های باستان‌شناسی از سواحل کالیفرنیا، پیشینهٔ بهره‌برداری انسان از Chendytes lawi را برای حداقل ۸۰۰۰ سال نشان می‌دهد. احتمالاً با شکار جانوران و از دست دادن زیستگاه به سوی انقراض سوق داده شد. استخوان‌های Chendytes در مجموعه‌های باستان‌شناسی از ۱۴ سایت ساحلی، از جمله دو مورد در جزیره سان میگل و ۱۲ مورد در مناطق اصلی شناسایی شده‌اند. صدها استخوان چندایت و پوسته تخم‌های یافت‌شده در رسوبات پلیستوسن در جزیره سن میگل به عنوان شواهدی تفسیر شده است که برخی از این مکان‌های فسیلی جزیره‌ای، کلنی‌های آشیانه‌سازی بوده‌اند، که قدمت یکی از آنها به نام گاتری، به حدود ۱۲۰۰۰ سال ۱۴ سال کربنی (حدود ۱۳۵۰۰ تا ۱۳۰۰۰ سال پیش از میلاد مسیح) می‌رسد. هیچ چیزی در رکوردهای باستان‌شناسی آمریکای شمالی وجود ندارد که حاکی از گستره بهره‌برداری از هر سرده کلان‌زیاگان از راه دور به اندازه گونه Chendytes باشد.

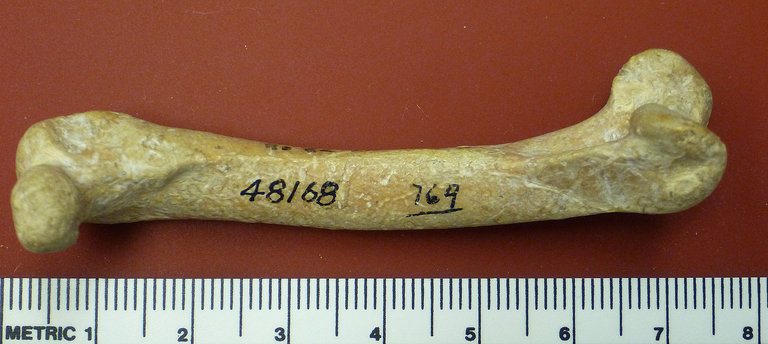
فسیل